# Lucas Carvalho
Lucas Carvalho, född 16 juli 1993, är en friidrottare från Brasilien. Han deltog vid olympiska sommarspelen 2020.